# Ясна-Гура (Лодзинське воєводство)
Ясна-Гура (пол. Jasna Góra) — село в Польщі, у гміні Мокрсько Велюнського повіту Лодзинського воєводства. Населення — 287 осіб (2011).
У 1975-1998 роках село належало до Серадзького воєводства.

## Демографія
Демографічна структура станом на 31 березня 2011 року:
|          | Загалом | Допрацездатний вік | Працездатний вік | Постпрацездатний вік |
| -------- | ------- | ------------------ | ---------------- | -------------------- |
| Чоловіки | 134     | 49                 | 76               | 9                    |
| Жінки    | 153     | 36                 | 79               | 38                   |
| Разом    | 287     | 85                 | 155              | 47                   |